# Amerikanska trohetseden

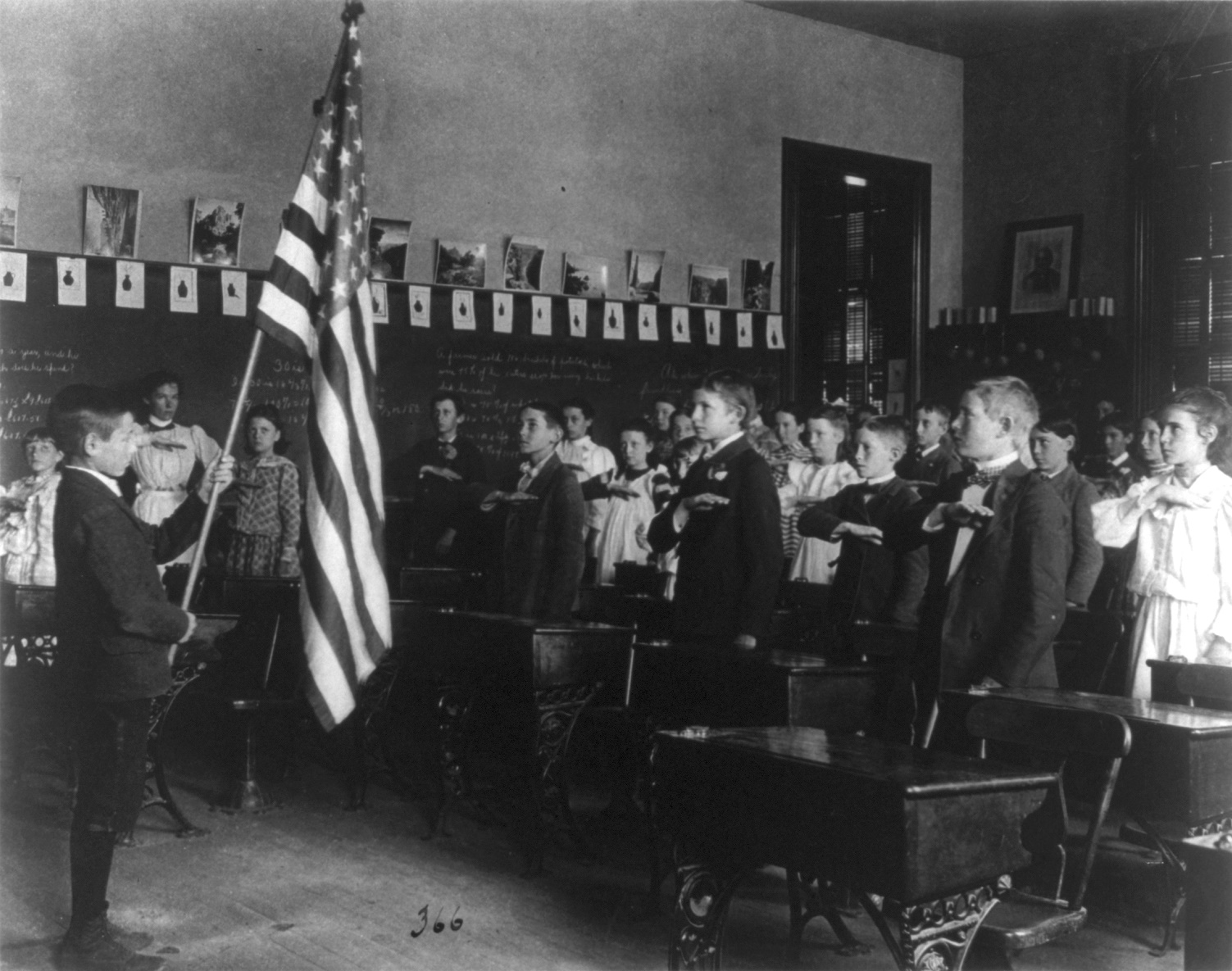
Elever svär trohetseden 1899.

Amerikanska trohetseden, Pledge of Allegiance, är en trohetsed till den amerikanska flaggan och republiken USA. Den läses vid flera nationella högtider och bland annat vid öppnandet av USA:s kongress sammanträdsperioder. 
Den ursprungliga eden skrevs av Francis Bellamy 1892. Den har sedan bearbetats några gånger och blev inte formellt upptagen som trohetsed av kongressen förrän 1942. Senaste ändringen gjordes 1954. Den läses stående i givakt med höger hand på hjärtat. Andra hälsningar har gjorts med handen riktad mot flaggan, så kallad Bellamys salut, med lyft högerhand och handflatan framåt och med höger underarm vågrätt över bålen.

## Versioner
Texten skrevs ursprungligen för att kunna användas av alla människor oberoende av nationalitet. Den ändrades först så att den riktades mot USA och vid den senaste ändringen infördes en referens till Gud. Den ändringen infördes av kongressen 1954 under Eisenhower som en motvikt till det ateistiska Sovjetunionen i inledningen av Kalla kriget.
| Tidsperiod       | Text | Ungefärlig översättning |
| ---------------- | --- | --- |
| 1892             | I pledge allegiance to my Flag and the republic for which it stands, one nation indivisible, with liberty and justice for all.                                                 | Jag svär trohet till min flagga och republiken som den står för, en odelbar nation, med frihet och rättvisa åt alla.                                     |
| 1892 – 1923      | I pledge allegiance to my Flag and to the republic for which it stands: one nation indivisible, with liberty and justice for all                                               | Jag svär trohet till min flagga och till republiken som den står för: En odelbar nation, med frihet och rättvisa åt alla.                                |
| 1923             | I pledge allegiance to the Flag of the United States and to the republic for which it stands; one nation indivisible with liberty and justice for all.                         | Jag svär trohet till Förenta Staternas flagga och till republiken som den står för; en odelbar nation med frihet och rättvisa åt alla.                   |
| 1924 – 1954      | I pledge allegiance to the Flag of the United States of America, and to the republic for which it stands; one nation indivisible with liberty and justice for all."            | Jag svär trohet till Amerikas Förenta Staters flagga och till republiken som den står för; en odelbar nation med frihet och rättvisa åt alla.            |
| 1954 – nuvarande | I pledge allegiance to the Flag of the United States of America, and to the Republic for which it stands, one Nation under God, indivisible, with liberty and justice for all. | Jag svär trohet till Amerikas Förenta Staters flagga och till republiken som den står för, en odelbar Nation under Gud, med frihet och rättvisa åt alla. |